# روب تايلور (لاعب كرة قدم أسترالية)
روب تايلور (بالإنجليزية: Rob Taylor)‏ هو لاعب كرة قدم أسترالية أسترالي، ولد في 21 مارس 1945، وتوفي في 28 نوفمبر 2015.

## وصلات خارجية
- روب تايلور على موقع AustralianFootball.com (الإنجليزية)
- روب تايلور على موقع AFLtables.com (الإنجليزية)